# Fiat 500 Diabolika
La edición especial limitada y numerada Fiat 500 Diabolika fue presentada el 12 de septiembre de 2008 en Turín con ocasión del World Design Capital Torino 2008 y posteriormente fue expuesta en octubre del mismo año en el Salón del Automóvil de París. Diseñada por StudioTorino y MYCROM en colaboración con la editorial italiana Astorina, es el resultado de una idea de Alessandro Imoda cuya implementación corrió a cargo de Maria Paola Stola de StudioTorino. Rinde homenaje al clásico cómic italiano de terror Diabolik, historieta que tiene como protagonistas al villano Diabolik, un antihéroe de inteligencia fuera de lo normal, y su compañera Eva Kant. En total se fabricaron 50 unidades sobre la base de la carrocería europea tipo berlina del Fiat 500 Sport con motor 1.4 FIRE de 100CV.

## Características

### Exterior
Exteriormente y en una exclusiva pintura negro mate resultado de la colaboración entre PROIN.T y ADM, la serie presenta en ambos laterales las insignias de la serie Diabolik fabricadas en plexiglas y dos zonas pintadas en el color rojo sangre característico del cómic, creando un efecto de alargamiento de las ópticas traseras. Los retrovisores tienen color negro brillante. Las llantas de aleación de 16 pulgadas son del fabricante Borrani y, con un diseño de numerosos y finos radios de color plateado suave y un punto de inflexión central en rojo, su forma clásica es un guiño al Jaguar E-Type conducido por Diabolik. Para la primera de las 50 unidades Pirelli creó unos neumáticos especiales en los que en el dibujo de la banda de rodadura realizado a mano se podía ver el antifaz que luce el protagonista del cómic. La primera unidad cuenta también con discos de freno perforados de la marca Brembo. Tanto los neumáticos como los frenos son opcionales para el resto de la serie.

### Interior
El interior del habitáculo, de ambiente oscuro y salpicadero negro, se realizó enteramente en Alcantara y en él colaboraron MYCROM, Mario Levi y Salt. Diferentes elementos muestran escenas del cómic. En los asientos, de piel y tapizados a mano, los dibujos se realizaron con un revolucionario sistema de impresión digital en cuero para automóviles. Así, en el asiento del conductor se puede ver al protagonista de la historieta, en el asiento del acompañante a Eva Kant, y en el asiento trasero una persecución con Diabolik al volante del Fiat 500 Diabolika. En la cortinilla del techo solar se muestra a los protagonistas aparentando entrar al automóvil. En los paneles de las puertas, usando la misma técnica de impresión en piel, se muestra el nombre de la edición en los reposabrazos de ambas puertas en grandes letras rojas. También en las llaves, el cenicero y los parasoles, se pueden ver diferentes escenas del cómic. Los reposacabezas de las cuatro plazas son de cuero negro con un acabado brillante en la parte delantera y de cuero negro opaco en la parte posterior, a diferencia del freno de mano, la palanca del cambio de marchas y el volante que son enteramente de cuero negro mate con las costuras en color rojo y cosidas a mano. Específicos de la serie son además los pedales deportivos en acabado aluminio, el pomo del cambio de marchas pintado en color titanio y rojo, los revestimiento de los portaobjetos en piel estampada con cristales de Swarovski, la radio personalizada y el portadocumentos y las alfombrillas donde se muestran las letras DK. La serie cuenta opcionalmente con una bolsa de deporte a juego siguiendo la misma temática. La placa con el número de unidad de la serie se encuentra en la zona interior del marco de la puerta del conductor. En Italia el precio con impuestos de la preparación de cada unidad es de 25.000 €.